# Cyrtogrammus lateripictus
Cyrtogrammus lateripictus is een keversoort uit de familie boktorren (Cerambycidae). De wetenschappelijke naam van de soort is voor het eerst geldig gepubliceerd in 1939 door Gressitt.